# 原宿キラキラ学院
『原宿キラキラ学院』（はらじゅくキラキラがくいん）は、2012年4月1日から同年9月30日までテレビ東京系列局で放送されていたバラエティ番組である。テレビ東京とIVSテレビ制作の共同製作。放送時間は毎週日曜 17:30 - 18:00 （日本標準時）。

## 概要
ダンスアイドルグループのFairies初のレギュラー番組。彼女たちが次世代の一流エンターティナーを養成するという「原宿キラキラ学院」に通い、歌い、笑い、学びながら成長していく模様を放送していた。
2003年9月に『U-15.F スキにさせて!』が終了して以来8年半ぶりにこの時間帯で放送されたアイドルバラエティ番組であるが、番組製作サイドは本番組のジャンルについて「ドキュメント＋ミュージック＋情報」番組と称している。

## コーナー
- キラ☆トレ
- キラ☆コレ
- FairiesのSHOW TIME!
- キラティーンダンスパフォーマンス
- 原宿リサーチ
フェアリーズのメンバーが原宿に出向き、人気スポットと流行をリサーチする。
- 岡田クエスチョン
岡田が「重量挙げで好きな人に一言！」「新しいなまはげの掛け声は？」等といった珍問・奇問を出し、それをメンバーが面白おかしく答える。

## 出演者
岡田以外のレギュラーメンバーは全員ヴィジョンファクトリー（現・ライジングプロダクション）の所属者。

### 番組終了時の出演者
- 担任：岡田圭右（ますだおかだ）
- 生徒：Fairies （伊藤萌々香、井上理香子、清村川音、下村実生、野元空、林田真尋、藤田みりあ）

### 途中降板した出演者
番組内で卒業の挨拶等は一切なかったが、2012年6月13日に野元空が更新したブログにて、Fairies以外の生徒が卒業したことが明かされた。
- NEXT GENERATION （磯部杏莉、田尻あやめ、馬場夏美、藤麻理亜、牧野真鈴、辻風羽、近野咲彩）
- 新里宏太
- 武田聖夜

## スタッフ
- 企画：平哲夫
- ナレーター：水原英里
- 構成：渡邊健一、とちぼり元
- TP：間瀬竜也
- TD：池田浩之
- VE：若林学
- 撮影：高村和隆
- 音声：飯嶋康生、門脇茂誠
- 照明：藤谷直之
- 美術プロデューサー：小越敏彦
- デザイン：金森明日香
- 美術制作：仙田拓也
- 大道具：西崎徳彦
- 小道具：植田幸奈
- 電飾：及川博安
- アクリル装飾：八島貴広
- メーク：永野早希子（山田かつら）
- 編集：丸山寿和、皆吉秀実
- MA：須賀昭一、河野賢一郎、島崎敏晴
- TK：滝本優子、葛貫明子
- 音効：岡田淳一
- CG：大森清一郎
- 衣裳協力：Conomi
- 技術協力：テクノマックス、テレビ東京アート、ボジティヴワン、読売映像
- AP：藤田由美
- デスク：野中優（テレビ東京）
- ディレクター：武田喜栄、西川竜介、里永知洋、前原鮎香、久武敬人
- 演出：多田隆人
- 監修：山本俊之、福浦与一
- プロデューサー：宮川幸二・柴幸伸（テレビ東京）、日枝広道（電通）、佐藤基、高橋葉子
- 協力：ヴィジョンファクトリー
- 製作：テレビ東京、IVSテレビ制作